# جورجي فونسيكا
جورجي فونسيكا (مواليد 30 أكتوبر 1992) هو لاعب جودو برتغالي، فاز بالميدالية البرونزية في وزن 100 كم في الألعاب الأولمبية الصيفية 2020.